# Siem de Jong
Pour les articles homonymes, voir de Jong.
Siem de Jong, né le 28 janvier 1989 à Aigle en Suisse, est un footballeur international néerlandais, aujourd'hui retraité, qui joue au poste de milieu de terrain ou d'attaquant.
Il fait partie du Club des Cent, qui regroupe les joueurs ayant disputé au moins cent matchs officiels avec l'équipe première de l'Ajax Amsterdam.

## Biographie

### En club
Il passe ses six premières années à Aigle, puis rentre aux Pays-Bas, à Doetinchem. Après avoir joué dans un club amateur de la ville (DZC 68), Siem de Jong évolue de 2001 à 2005 chez les jeunes de De Graafschap. Il intègre ensuite le centre de formation de l'Ajax Amsterdam. En 2007, il décroche son diplôme d'enseignement préuniversitaire (sorte de baccalauréat) au Rietveld Lyceum, le même établissement que fréquentèrent Guus Hiddink, Paul Bosvelt ou Klaas-Jan Huntelaar.
Le 7 octobre 2007, l'entraîneur de l'équipe première de l'Ajax, Henk ten Cate, fait entrer de Jong en cours de partie sur le terrain du Sparta Rotterdam, match au cours duquel il égalise à 2-2 dans le temps additionnel. L'autre but qu'il marqua au cours de sa première saison de Championnat ne fut pas moins important, puisqu'il eut lieu contre le rival Feyenoord. 
Foppe de Haan, le sélectionneur de l'équipe des Pays-Bas Espoirs, fait déjà appel à Siem de Jong le 12 novembre 2007, après seulement quatre matches de Championnat. En raison de la blessure du milieu de terrain de Feyenoord, Luigi Bruins, de Jong fait même sa première apparition sous ce maillot, lors de la confrontation le 16 novembre 2007 face à la Macédoine à Nimègue, qu'il dispute entièrement.
À la suite du départ de Luis Suárez vers le Liverpool Football Club et l'écartement de Mounir El Hamdaoui du onze de départ par Frank de Boer, Siem termine la saison en pointe de l'attaque à partir de janvier, plutôt dans un rôle de pivot.
Le 15 mai 2011, il dispute le match entre son club l'Ajax Amsterdam et le FC Twente, faisant figure de « finale » du championnat néerlandais (ces deux équipes n'étant séparées que de deux points). Il inscrit au cours de ce match un doublé, permettant ainsi au club amstellodamois de remporter ce match 3 buts à 1 et de dépasser son rival du jour au classement pour être sacré champion pour la 30e fois de son histoire.

### En équipe nationale
Siem de Jong inscrit quatre buts avec les espoirs : contre la Finlande, le Liechtenstein, la Pologne, et le Portugal.
Il reçoit sa première sélection en équipe des Pays-Bas le 11 août 2010, en amical contre l'Ukraine (score : 1-1 à Donetsk). Par la suite, le 7 juin 2013, il inscrit des deux premiers buts, lors d'un match amical contre l'Indonésie (victoire 0-3 à Jakarta). Il joue son dernier match le 19 novembre 2013, en amical contre la Colombie (match nul et vierge à Amsterdam).

## Statistiques
| Saison                | Club                  | Championnat           | Championnat | Championnat | Coupe nationale | Coupe nationale | Coupe de la Ligue | Coupe de la Ligue | Supercoupe | Supercoupe | Compétition(s) continentale(s) | Compétition(s) continentale(s) | Compétition(s) continentale(s) | Séries | Séries | Pays-Bas | Pays-Bas | Total | Total |
| Saison                | Club                  | Division              | M.          | B.          | M.              | B.              | M.                | B.                | M.         | B.         | Comp.                          | M.                             | B.                             | M.     | B.     | M.       | B.       | M.    | B.    |
| 2007-2008             | Ajax Amsterdam        | Eredivisie            | 22          | 2           | 3               | 0               | -                 | -                 | -          | -          | -                              | -                              | -                              | 2      | 0      | -        | -        | 27    | 2     |
| 2008-2009             | Ajax Amsterdam        | Eredivisie            | 10          | 1           | 2               | 0               | -                 | -                 | -          | -          | C3                             | 4                              | 0                              | -      | -      | -        | -        | 16    | 1     |
| 2009-2010             | Ajax Amsterdam        | Eredivisie            | 23          | 10          | 6               | 6               | -                 | -                 | -          | -          | C3                             | 7                              | 1                              | -      | -      | -        | -        | 36    | 17    |
| 2010-2011             | Ajax Amsterdam        | Eredivisie            | 32          | 12          | 6               | 3               | -                 | -                 | 1          | 0          | C1 C3                          | 9 4                            | 1 0                            | -      | -      | 1        | 0        | 53    | 16    |
| 2011-2012             | Ajax Amsterdam        | Eredivisie            | 29          | 13          | 3               | 3               | -                 | -                 | 1          | 0          | C1 C3                          | 4 2                            | 1 0                            | -      | -      | -        | -        | 39    | 17    |
| 2012-2013             | Ajax Amsterdam        | Eredivisie            | 34          | 12          | 3               | 1               | -                 | -                 | 1          | 0          | C1 C3                          | 6 2                            | 3 0                            | -      | -      | 3        | 2        | 49    | 18    |
| 2013-2014             | Ajax Amsterdam        | Eredivisie            | 19          | 7           | 2               | 1               | -                 | -                 | 1          | 1          | C1 C3                          | 4 2                            | 0                              | -      | -      | 2        | 0        | 30    | 9     |
| Sous-total            | Sous-total            | Sous-total            | 169         | 57          | 25              | 14              | -                 | -                 | 4          | 1          | -                              | 44                             | 6                              | 2      | 0      | 6        | 2        | 250   | 80    |
| 2014-2015             | Newcastle United FC   | Premier League        | 4           | 1           | -               | -               | 1                 | 0                 | -          | -          | -                              | -                              | -                              | -      | -      | -        | -        | 5     | 1     |
| 2015-2016             | Newcastle United FC   | Premier League        | 18          | 0           | 1               | 0               | 2                 | 1                 | -          | -          | -                              | -                              | -                              | -      | -      | -        | -        | 21    | 1     |
| 2016-2017             | PSV Eindhoven (prêt)  | Eredivisie            | 19          | 6           | 1               | 0               | -                 | -                 | -          | -          | C1                             | 3                              | 0                              | -      | -      | -        | -        | 23    | 6     |
| Sous-total            | Sous-total            | Sous-total            | 41          | 7           | 2               | 0               | 3                 | 1                 | -          | -          | -                              | 3                              | 0                              | -      | -      | -        | -        | 49    | 8     |
| 2017-2018             | Ajax Amsterdam        | Eredivisie            | 21          | 4           | 3               | 3               | -                 | -                 | -          | -          | -                              | -                              | -                              | -      | -      | -        | -        | 24    | 7     |
| 2018-2019             | Sydney FC (prêt)      | A-League              | 15          | 4           | 2               | 1               | -                 | -                 | -          | -          | C1                             | 2                              | 1                              | 2      | 0      | -        | -        | 21    | 6     |
| Sous-total            | Sous-total            | Sous-total            | 15          | 4           | 2               | 1               | -                 | -                 | -          | -          | -                              | 2                              | 1                              | 2      | 0      | -        | -        | 21    | 6     |
| 2019-2020             | Ajax Amsterdam        | Eredivisie            | 4           | 0           | 1               | 3               | -                 | -                 | -          | -          | C1                             | 4                              | 0                              | -      | -      | -        | -        | 9     | 3     |
| Sous-total            | Sous-total            | Sous-total            | 21          | 4           | 4               | 6               | -                 | -                 | -          | -          | -                              | 4                              | 0                              | -      | -      | -        | -        | 29    | 10    |
| Total sur la carrière | Total sur la carrière | Total sur la carrière | 250         | 72          | 33              | 21              | 3                 | 0                 | 4          | 1          | -                              | 53                             | 7                              | 4      | 0      | 6        | 2        | 353   | 103   |

### Buts en sélection
| Numéro | Date        | Lieu                                         | Adversaire | Score   | Résultat | Compétition  |
| ------ | ----------- | -------------------------------------------- | ---------- | ------- | -------- | ------------ |
| 1. 2.  | 7 juin 2013 | Stade Gelora-Bung-Karno, Jakarta (Indonésie) | Indonésie  | 1-0 2-0 | 3-0      | Match amical |

NB : Les scores sont affichés sans tenir compte du sens conventionnel en cas de match à l'extérieur.

## Palmarès
- Ajax Amsterdam
  - Champion des Pays-Bas en 2011, 2012, 2013 et 2014
  - Vice-champion des Pays-Bas en 2008, 2010 et 2018
  - Vainqueur de la Coupe des Pays-Bas en 2010
  - Finaliste de la Coupe des Pays-Bas en 2012 et 2014
  - Vainqueur du Trophée Johan Cruyff en 2007 et 2013
  - Finaliste du Trophée Johan Cruyff en 2010, 2011 et 2012

- Sydney FC
  - Champion d'Australie en 2019

## Vie privée
Il est le frère aîné de Luuk de Jong, également footballeur professionnel.